# Hans Schulthess (Verleger)
Hans Schulthess (* 15. Dezember 1872 in Zürich; † 4. November 1959 ebenda) war ein Schweizer Verlagsbuchhändler der heutigen Schulthess Juristische Medien.

## Leben und Werk
Hans Schulthess war ein Sohn des Friedrich Schulthess und der Mathilde, geborene Meyer. Sein Grossvater war Friedrich Schulthess. Seine Urgrossväter waren Johannes Schulthess, der Oberrichter Hans Georg Schulthess-von Grebel, der Oberst Hans Jakob Meyer und Hans Kaspar Ott-von Muralt.
Zusammen mit seinen fünf Geschwistern wuchs Hans Schulthess im Patrizierhaus St. Urban in Zürich auf. Das Haus wurde 1790 im Auftrag des Seidenfabrikanten Heinrich Meyer-Landolt von Friedrich Weinbrenner erbaut. Meyer war der Urgrossvater von Conrad Ferdinand Meyer, der später ebenfalls in der Liegenschaft wohnte.

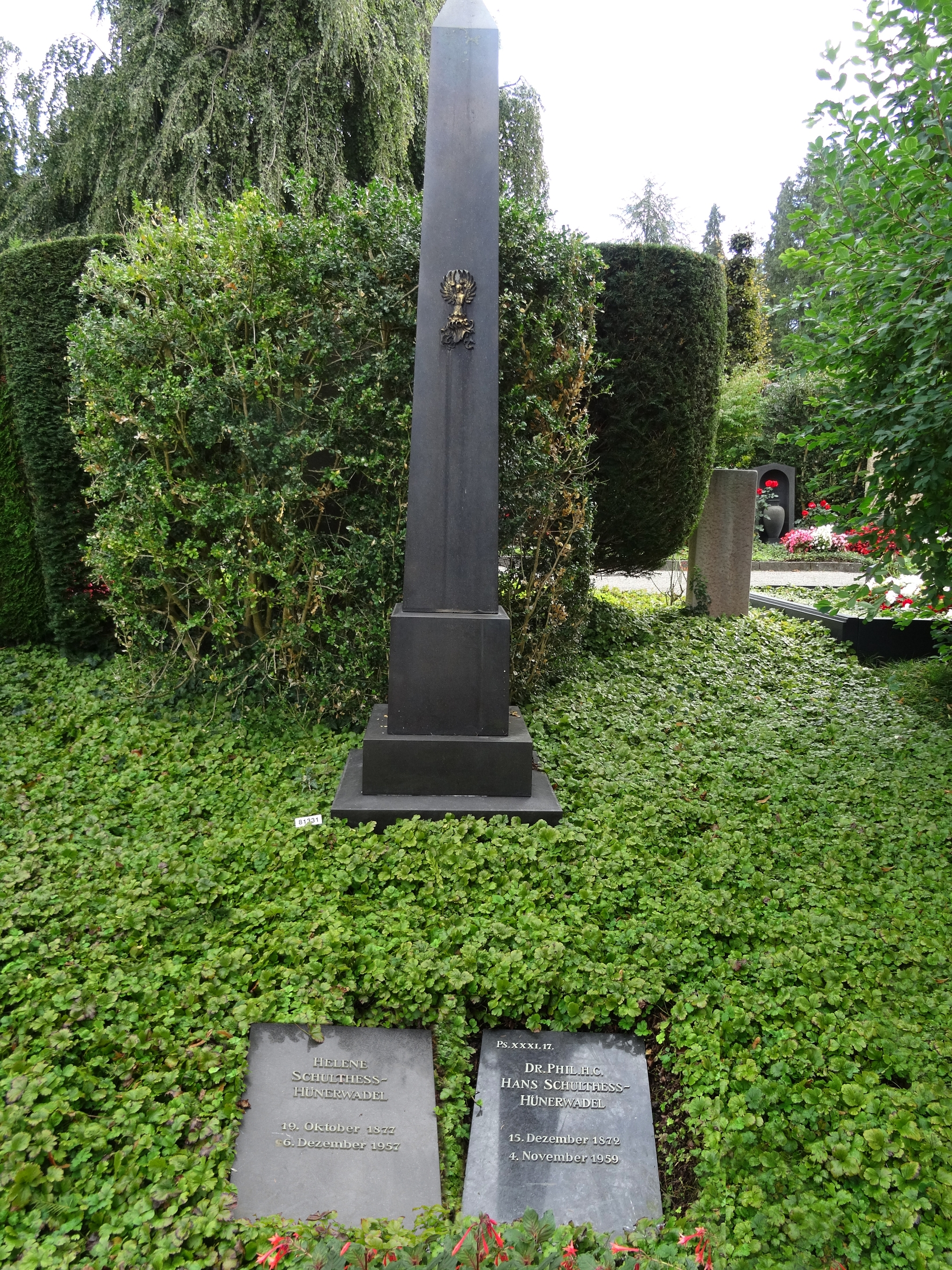
Grab, Friedhof Enzenbühl, Zürich

Schulthess besuchte die Primarschule im Wolfbach, später am Schanzengraben. Schon in jungen Jahren trat er der Heraldika bei. Nach der Kantonsschule und einem Sprachaufenthalt in Lausanne absolvierte er eine Lehre im väterlichen Geschäft. Darauf folgten vier Lehr- und Wanderjahre im Ausland.
Wieder in Zürich, gründete er den Club zur Weissen Rose und wurde in die Gesellschaft der Schildner zum Schneggen aufgenommen, wo er es bis zum Rechenherrn brachte. Zu seinen langjährigen Bekanntschaften gehörten u. a. Adolf Brunner-Lavater, Arnold Escher von der Linth, Adolf Frick, Paul Ganz, Hans von Grebel, Gustav Hess, Max Huber, Fritz Locher, Eduard Rübel, Gustav Schneeli, Konrad Stockar-Fierz und Arnold Zimmermann.
Ab 1900 führte er zusammen mit seinem Bruder Wilhelm Schulthess den väterlichen Buchverlag. Als Wilhelm nach ein paar Jahren das Geschäft verliess, führte Hans Schulthess das Unternehmen alleine weiter und modernisierte in der Folge die Druckerei. Schulthess war von 1938 bis 1945 Vorstandsmitglied des Zwinglivereins in Zürich sowie Mitglied in zahlreichen Organisationen, Kommissionen und Gesellschaften.
1902 heiratete er Helene, geborene Hünerwadel (* 19. Oktober 1877; † 6. Dezember 1957). Zusammen hatten sie eine Tochter und einen Sohn. Sein Schwiegersohn und Nachfolger war Robert Hürlimann-Schulthess (1893–1968).
Hans Schulthess fand zusammen mit seiner Ehefrau die letzte Ruhestätte auf dem Friedhof Enzenbühl in Zürich.